# Македонци у Србији
Македонци у Србији (мкд. Македонци во Србија) су држављани Србије који се у етничком смислу изјашњавају као припадници македонског народа. Званично су признати као национална мањина, чија национална права у домену културе, образовања, информисања и службене употребе језика и писма представља Национални савет македонске националне мањине, са седиштем у Панчеву.
Застава Македонаца у Србији садржи у себи шеснаестокраки симбол Сунце Вергине или Звезда из Кутлеша.

## Демографија
У Републици Србији, према попису из 2002. године, 14.355 грађана изјаснило се да је њихов матерњи језик македонски.
Према попису становништва из 2011. године, у Србији живи 22.755 Македонаца, што је за 3.092 мање него на попису становништва из 2002. године.
Највећа концентрација Македонаца је у местима Пландиште, Јабука, Глогоњ и Качарево, где они чине од 12 до 33% укупног становништва.

## Имиграција
У периоду 1945–1992, етнички Македонци су били један од конститутивних народа у тадашњој Социјалистичкој Федеративној Републици Југославији. У том периоду, многи етнички Македонци су мигрирали у различите крајеве тада заједничке државе. Највећи интензитет насељавања био је када је на хиљаде етничких Македонаца избегло или протерано из Северне Грчке током грчког грађанског рата. Највећи број ових избеглица доведен је управо у Социјалистичку Републику Србију, а посебно у Социјалистичку Аутономну Покрајину Војводину где се и данас налази највећа концентрација ове националне мањине у Србији.

## Македонски медији
Главни информативно-политички часопис македонске заједнице у Србији је месечна „Македонска виделина“. Ограничени пренос на македонском језику доступан је на ТВ Нови Сад, као и на локалној станици ТВ Панчево.
Генерално, македонски језик није у званичној употреби у комуникацијама у Србији, што Национални савет македонске националне мањине настоји да промени.

### Распрострањеност у Србији
Македонска популација која живи у Србији концентрисана је у Београду и Војводини. Највише Македонаца у Београду концентрисано је у општинама Нови Београд и Палилула.

## Етнички Македонци у Војводини
Када је у питању Војводина, постоји више зона у којима живе етнички Македонци. Места у којима чине значајну етничку мањину су: Пландиште, Глогоњ, Дужине, Качарево и Јабука која се са 32,54% етничких Македонаца сматра важним упориштем те заједнице у Војводини. У овим местима живе углавном они етнички Македонци који су се доселили 1960их и 1970их година из тадашње СР Македоније, из економских разлога.
Етничким Македонцима су загарантована мањинска права, а македонски језик је званичан у местима:
- Јабука, Панчево[3]
- Дужине[4]
- Пландиште[5]

| Македонско становништво у Војводини | 1961   | %    | 1971   | %    | 1981   | %    | 1991   | %    | 2002   | %    |
| ----------------------------------- | ------ | ---- | ------ | ---- | ------ | ---- | ------ | ---- | ------ | ---- |
| Дужине                              | 223    | 35,8 | 143    | 35,8 | 90     | 31,9 | 84     | 35,9 | 68     | 31,1 |
| Глогоњ                              | 1001   | 31   | 976    | 29,9 | 1201   | 33,3 | 818    | 23,5 | 367    | 11,5 |
| Гудурица                            | 299    | 14,2 | 247    | 15,8 | 192    | 13,3 | 171    | 12,8 | 133    | 10,5 |
| Хајдучица                           | 215    | 11,4 | 192    | 10,5 | 155    | 10,2 | 138    | 9,5  | 123    | 8,9  |
| Качарево                            | 3117   | 40   | 3298   | 41   | 3205   | 38,6 | 2473   | 30,5 | 1467   | 19   |
| Јабука (Панчево)                    | 3471   | 66,2 | 3325   | 61   | 4179   | 64,8 | 3177   | 48,2 | 2054   | 32,5 |
| Панчево                             | 597    | 1,5  | 1095   | 2    | 1662   | 2,4  | 1748   | 2,4  | 1196   | 1,6  |
| Пландиште                           | 1111   | 31,7 | 1065   | 28,3 | 1027   | 24,9 | 1038   | 23,7 | 910    | 21,3 |
| Велика Греда                        | 181    | 9,3  | 168    | 9,5  | 163    | 10,3 | 171    | 11,3 | 136    | 9,9  |
| Војводина                           | 15.190 | 0,8  | 16.527 | 0,9  | 18.897 | 0,9  | 17.472 | 0,9  | 11.785 | 0,6  |

## Познате личности
- Ипче Ахмедовски, српски певач македонског порекла
- Јашар Ахмедовски, српски певач македонског порекла
- Иван Бекјарев, глумац
- Владимир Глигоров, српски економиста и политиколог, син Кира Глигорова
- Тијана Дапчевић, професор виолончела и македонско-српска поп-певачица, мајка Српкиња, отац Македонац
- Богомил Ђузел, македонски песник, есејиста, драмски писац и преводилац, рођен у Чачку
- Марио Ђуровски, фудбалер, син Милка Ђуровског
- Марко Ђуровски, певач, син Милка Ђуровског
- Ђорђе Желчески и Кети Селимова, музички дуо, живе и стварају у Београду
- Александар Игњовски,[9] српски фудбалер македонског порекла
- Александар Лазевски, македонски фудбалер, рођен у Вршцу
- Драган Луковски, бивши кошаркашки репрезентативац
- Маја Оџаклијевска, поп-рок и џез певачица
- Стојан Пачов, сликар, који живи и ствара у Београду
- Лазар Ристовски,[10] глумац
- Васил Хаџиманов, џез- музичар
- Зафир Хаџиманов, музичар
- Александар Џамбазов, композитор